# Euoplos hoggi
Espèce
Synonymes
- Cantuaria hoggi Simon, 1908

Euoplos hoggi est une espèce d'araignées mygalomorphes de la famille des Idiopidae.

## Distribution
Cette espèce est endémique d'Australie. Elle se rencontre en Australie-Occidentale et en Australie-Méridionale.

## Étymologie
Cette espèce est nommée en l'honneur de Henry Roughton Hogg.

## Publication originale
- Simon, 1908 : Araneae. 1re partie. Die Fauna Sudwest-Australiens. Jena, vol. 1, no 12, p. 359-446 (texte intégral).